# Đá gà

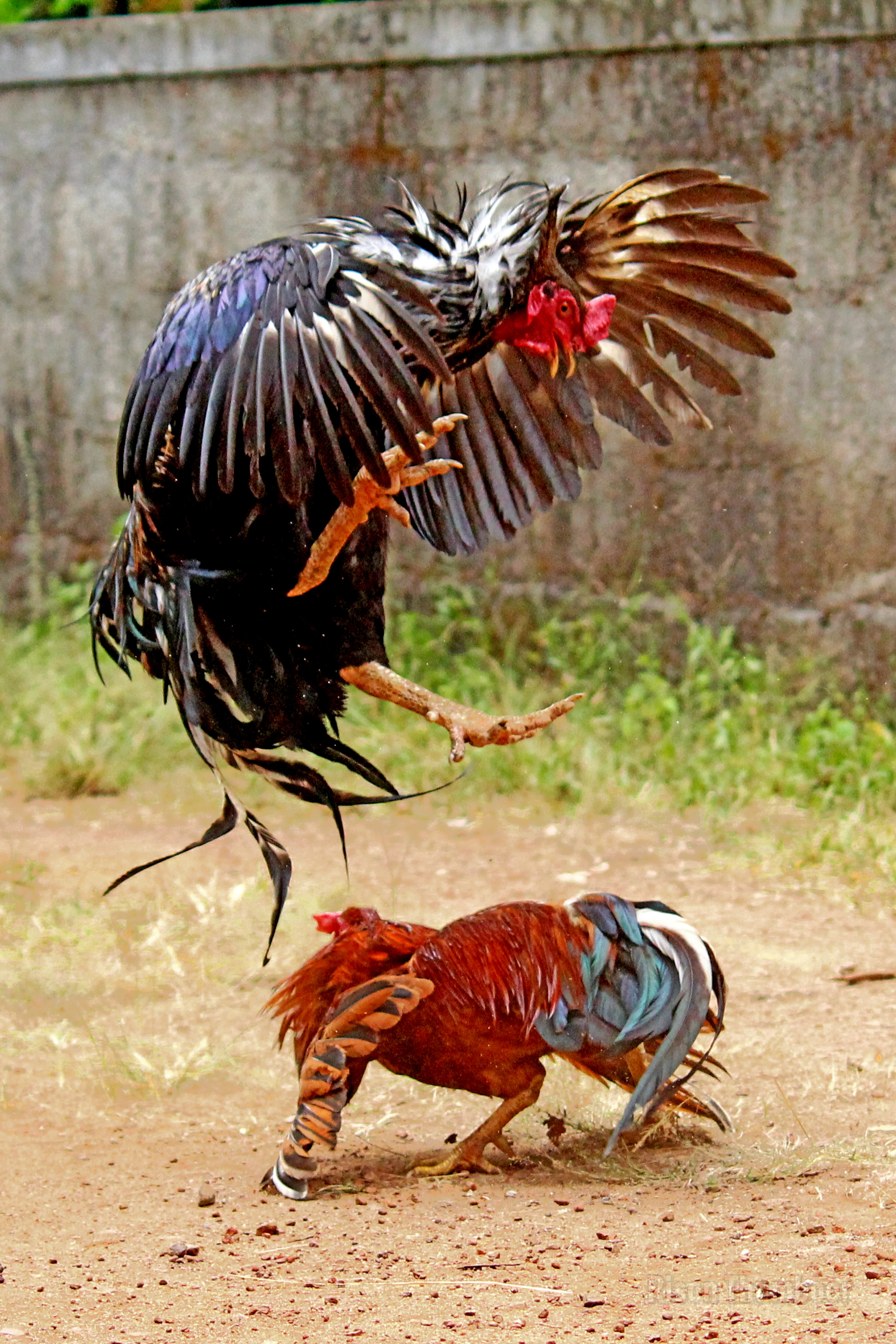
Hai con gà trống đang đá với nhau.

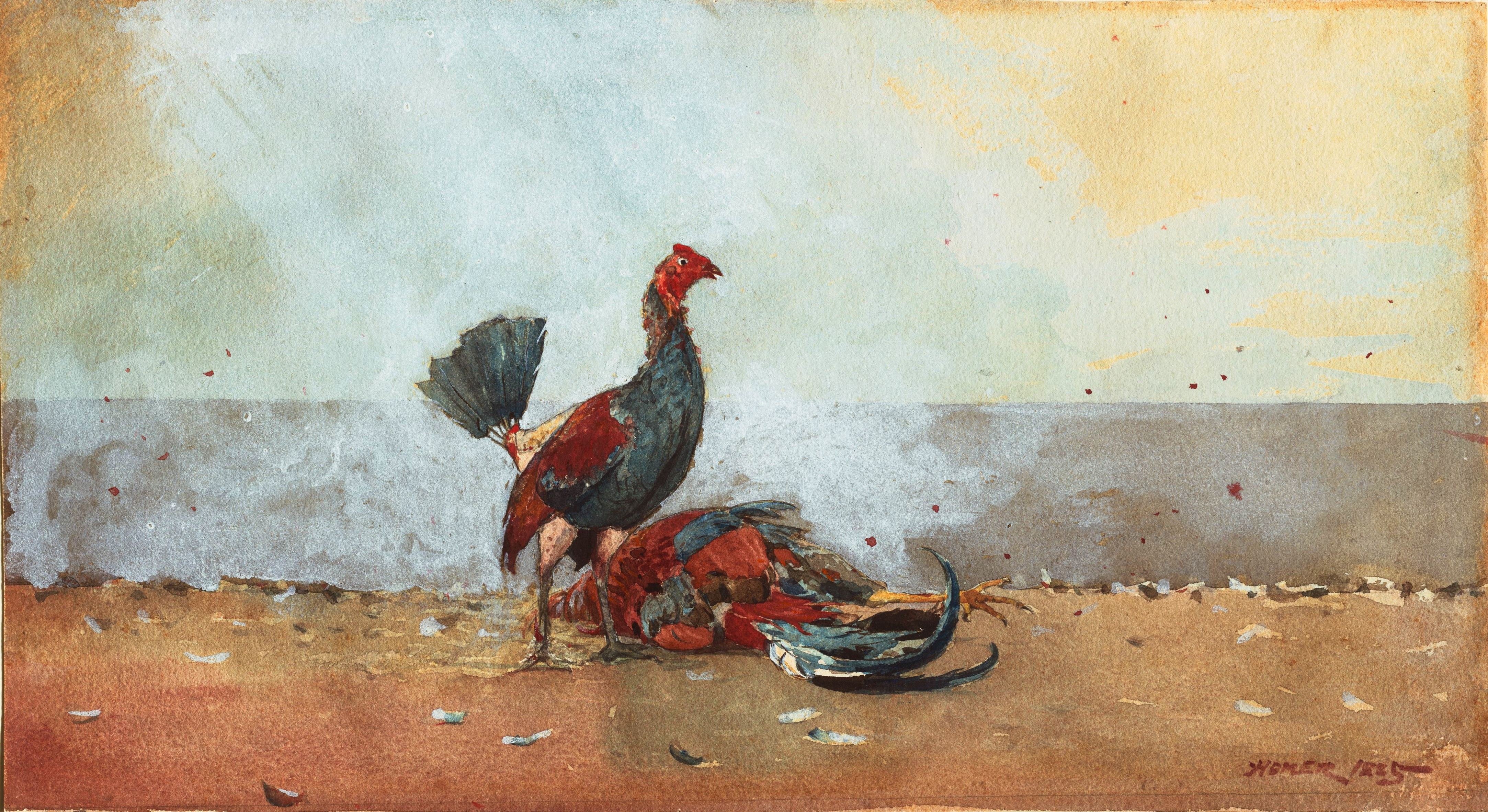
Tranh chọi gà do Winslow Homer vẽ vào năm (1859)

Chọi gà hay đá gà là một trò chơi dân gian phổ biến trên thế giới. Năm 1634, thuật ngữ "đá gà" được sử dụng để ám chỉ việc sử dụng gà trống trong một hoạt động giải trí, thể thao hay trò chơi. Trước đó, vào năm 1607, George Wilson đã sử dụng thuật ngữ "gà trống đấu" trong cuốn sách "The Commendation of Cocks and Cock Fighting". Tuy nhiên, nguồn gốc của đấu gà hiện đại được ghi nhận lần đầu vào năm 1521, trong chuyến khám phá Philippines của Ferdinand Magellan. Antonio Pigafetta, một nhà sử học người Ý và người viết sử cho Magellan, đã ghi lại sự kiện này tại Vương quốc Taytay.
Tại Việt Nam, trò chơi này đã xuất hiện từ thời nhà Lý, do những quân sĩ của Lý Thường Kiệt đem về sau những cuộc chinh phạt Chiêm Thành. Nhiều nước vì lý do bảo vệ súc vật cấm đá gà, như tại Brasil từ năm 1934, tại Anh quốc từ năm 1835.

## Giống gà
Ở Việt Nam mỗi địa phương đều có giống gà nòi nổi tiếng. Miền Bắc có gà Đồ Sơn (Hải Phòng), Nghi Tàm, Nghĩa Đô, Vân Hồ (Hà Nội). Miền Nam có gà Chợ Lách (Bến Tre), Cao Lãnh (Đồng Tháp), Châu Đốc (An Giang), Bà Điểm, Gà tre đá cựa một số bắt nguồn từ Hố Nai (Đồng Nai), Tân Biên (Biên Hòa)... Tuy nhiên ở miền Nam chủ yếu đá gà cựa. Đá gà cựa là một hình thức sát phạt, người ta thường mua cựa sắt tra vào chân gà hoặc chuốt cựa gà thật bén. Chơi gà cựa thiên về ăn thua, không chiêm ngưỡng được tài nghệ của gà. Ở miền Trung chơi đá gà đòn, thế và chỉ đá gà con (không đá gà kiến, gà pha, ga ri...). Miền Trung có nhiều lò gà tên tuổi: Khánh Hòa có gà Phan Rang; Phú Yên có gà Vạn Giã, Gò Dúi; Quảng Ngãi có gà Sông Vệ, Sa Huỳnh; đặc biệt ở Bình Định nổi tiếng gà đòn, thế. Nếu đá gà liên tỉnh, các nơi gặp gà Bình Định phải kiêng dè, thận trọng. Bình Định có nhiều lò gà nổi danh: Hoài Nhơn có gà Tam Quan, Kim Giao (P. Hoài Nhơn Đông); Hoài Ân có gà Mộc Bài (Ân Phong); Phù Cát có gà Cát Chánh; Tuy Phước có gà Gò Bồi; Quy Nhơn có gà Phú Tài; đặc biệt Tây Sơn có gà Bắc Sông Kôn (dòng gà Nguyễn Lữ lưu truyền).

## Chọn gà

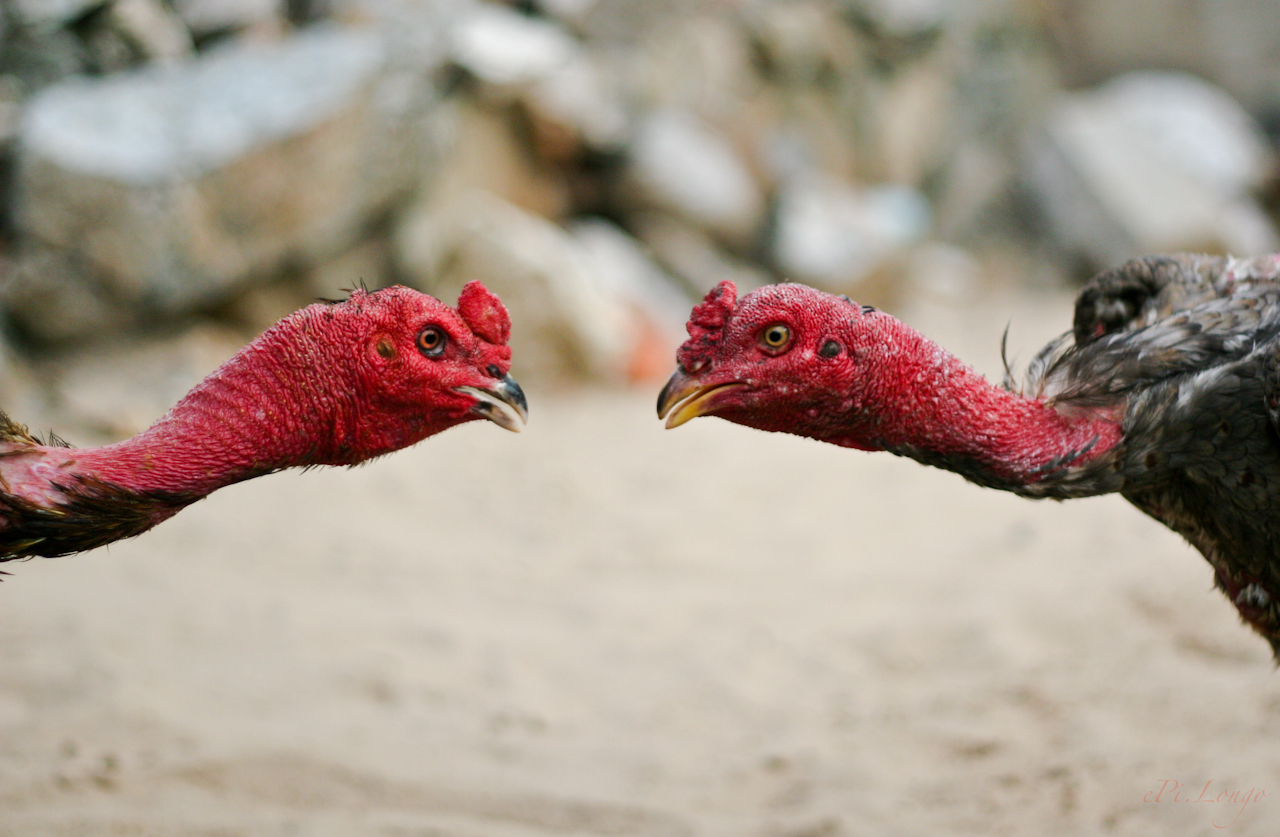
Gầm ghè.

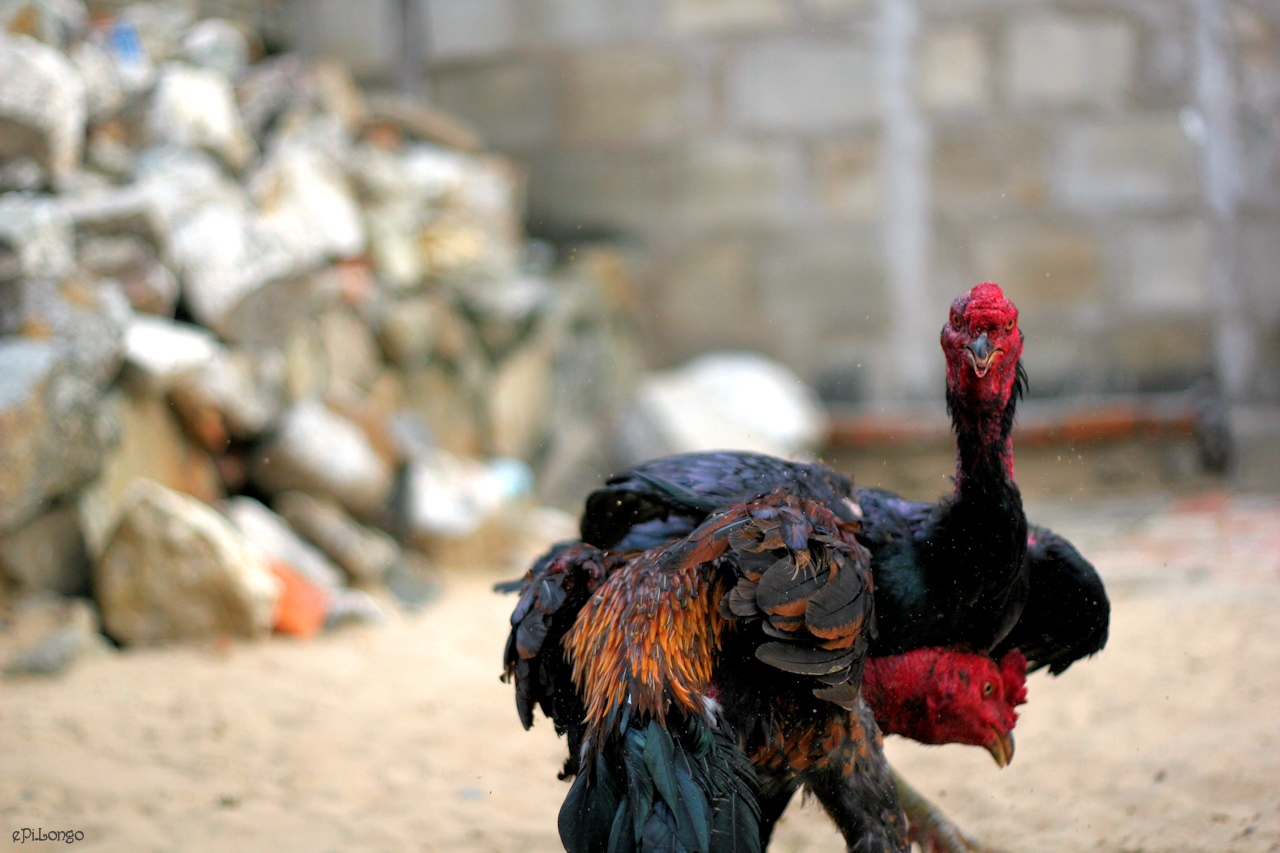
Khóa cổ.

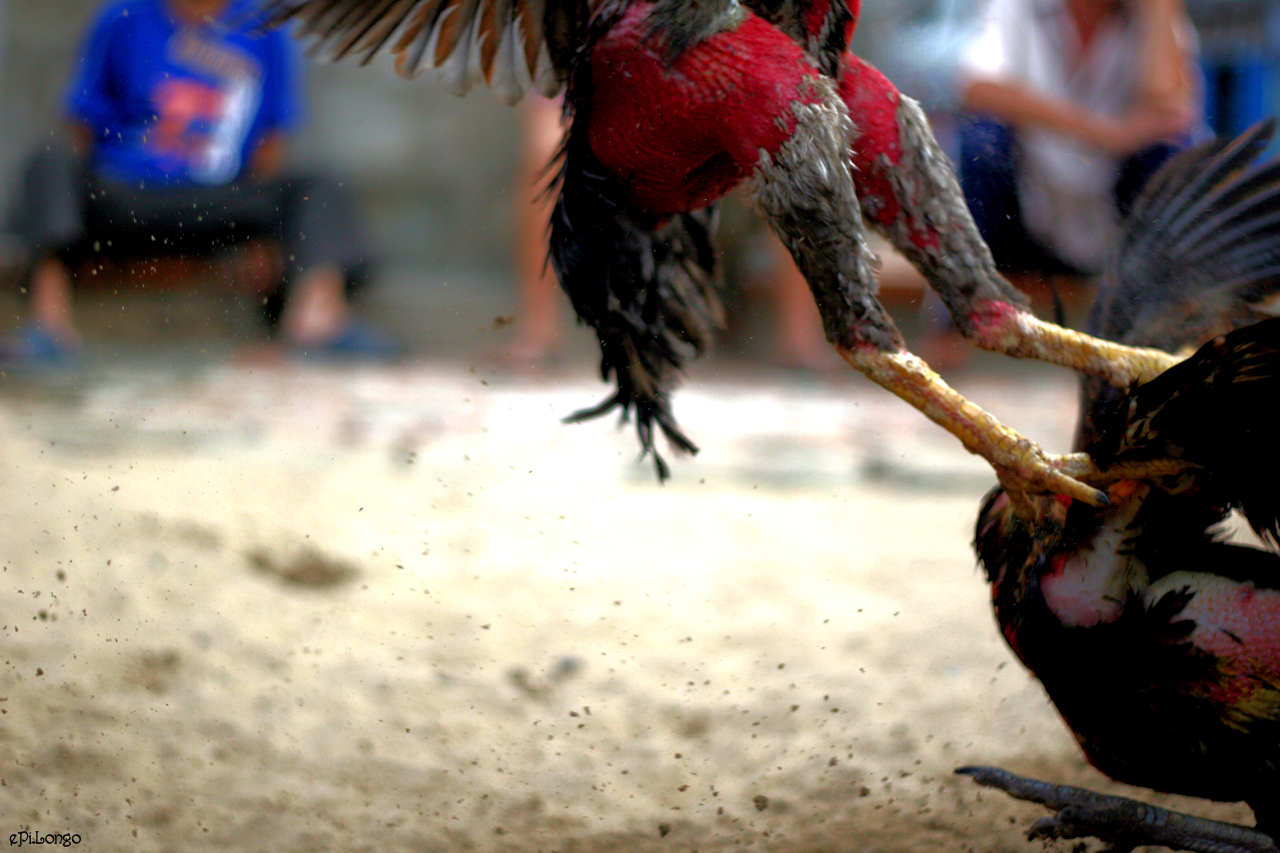
Song phi

Gà đá quan trọng nhất là tông mái. Gà mái nòi, chủ không bao giờ bán mà chỉ tặng, biếu cho người rất thân để giữ giống, giữ tông "chó giống cha, gà giống mẹ" là vậy. Những con gà tài chịu đòn giỏi, sức bền, có nhiều thế độc là do gà mẹ di truyền. Gà nòi cha cũng quan trọng, gà cha cũng phải tài, ăn nhiều độ, chưa thua thì mới sinh ra được gà tài, gà hay. Thường một đám gà con khi tuyển chọn cũng chỉ được một vài con gà tài. Chọn gà tài trước tiên là xem hình dáng, tướng mạo, xét kỹ 5 bộ phận trên mình gà, gọi là ngũ thường, và còn xem chân gà và mắt long cung tiếng gáy phải là gáy khét.
- Mỏ to thẳng, miệng rộng, đầu mồng dâu, mắt chữ điền.
- Cổ to, dài, thẳng.
- Lưng rộng, cánh dài.
- Đùi to, phần đùi dài hơn phần cánh.
- Chân thanh, ngón thắt, vảy mỏng - khô.

Tuy nhiên, như ông bà xưa thường nói "dị kỳ tướng tất hữu kỳ tài", cũng có trường hợp gà có dị tật nhưng có tài. Về chọn màu lông, trong các loại màu ô, xám, tía, nhạn, cải, ó... thông thường có 3 màu lông phổ biến: ô, tía, xám. Gà màu ô phải là ô ướt hoặc ô toàn sắc; gà tía phải là tía mật ngã màu đen; gà xám phải là xám khô, vì vậy dân gian mới có câu rằng: "Nhứt điều ô, nhì xám khô, ba ô ướt". Nếu như chọn gà xám, không nên chọn gà chân trắng, vì gà xám chân trắng sức không bền, dễ thua, ngược lại gà tía chân trắng thì hay, bén đòn nên có những câu:
Gà ô chân trắng mẹ mắng cũng mua.
Gà trắng chân chì mua chi giống ấy.
Nếu chọn được tía ngũ sắc (năm màu lông) chân trắng, thì khó có gà nào địch nổi, trừ thần kê. Chỉ giống gà ô mới có thần kê, vậy mới có câu:
Gà ô chân trắng mỏ ngà.
đá đâu thắng đấy gọi là thần kê.
Ngoài ra con gà nào gáy 7 tiếng trở lên nhưng gáy giật từng tiếng, đó cũng là thần kê. Người ta nói: "Gà tức nhau tiếng gáy" là do đó mà ra. Chọn vảy gà hay, gà tài rất quan trọng. Đòn, thế đá của gà hay, gà tài thường thể hiện trên vảy ở hai chân. Có hằng trăm loại vảy tốt khác nhau, nhưng tiêu biểu là các loại vảy: tứ trụ, liên chu, liên giáp nội, đại giáp, tam tài, trường thành, huỳnh kiều, xuyên thành giáp, chân lông vảy loạn, án thiên đệ nhất, án địa (địa phủ), giao long (hai hàng trơn), lục đinh (3 cựa mỗi chân), nếu lục đinh có 2 cựa rung rinh gà ấy mới qúy; đặc biệt gà có vảy "đệ nhất thần đao" (linh giáp tử) được gọi là linh kê...
Tuy nhiên chọn gà cho được một trong các loại vảy trên cũng rất khó. Có một số đặc điểm đặc biệt của gà tài mà chỉ có chủ mới biết: gà có vảy "yểm long", vảy này rất nhỏ nằm núp dưới một vảy của ngón chân nội hoặc ngoại, vảy này cũng được gọi "dặm đầu tằm" hoặc "lưỡi đầu rồng" nếu vảy núp dưới ngón ngọ (ngón giữa) gọi là vảy "núp đấu" gà có vảy "yểm long" là gà chiến, có nhiều đòn hiểm; gà có bớt lưỡi (bớt son tốt hơn bớt đen), cũng là gà quý. Gà lông voi cũng là gà tài: lông cứng, dẻo, xoắn như dây thép thường mọc 1 lông ở đuôi, hoặc 2 lông ở 2 cánh.
Trong dân gian truyền rằng gà ba giái, hoặc một giái cũng là gà tài nhưng làm sao biết được? Chọn gà tài còn xem cả cách đi, dáng đứng: "Nhất thời hốt cát vãi ra/ Nhì thời lắc mặt, thứ ba né lồng". Hốt cát vãi ra là khi bước các ngón chân gà chụm lại quăng về phía trước. Lắc mặt: là khi đi hoặc đứng gà luôn luôn lắc mặt trừ khi ngủ, hoặc đang thi đấu. Gà né lồng: là gà khi úp giỏ thường bò sát đất né cái bóng của lồng úp.
Người sành chơi còn chọn gà khi ngủ: Gà ngủ trên cây thòng đầu xuống đất, hoặc ngủ dưới đất trải dài cổ, xoãi cánh là kiểu "ngủ đầu xà", hay "tử mỵ", gà này cũng thuộc loại hiếm quý, gan dạ, đại tài. Nhưng quan trọng nhất trong gà đá là đòn và thế. Ở miền Trung, cựa gà được bịt bằng băng keo, chủ yếu để gà dùng đòn, thế thi đấu, hạn chế đấu cựa. Những thế đòn tốt là: cột kèo hai bên đá sỏ ngang, hoặc đá bản lưng (mã kỵ); gà đi dưới thì luồn lách đâm lườn, xỏ vỉa hoặc đá mé hầu. Một số đòn thế khác như đá khấu, mé, cần ba, quăng chân không cũng là những đòn thế hiểm.
Gà chạy kiệu cũng là loại gà tài: khi xáp trận gà kiệu chỉ tranh đá đối phương một vài hiệp rồi bỏ đối phương chạy vòng theo di (mành), đối phương chạy theo thì quay lại đá tạt vào mặt khiến đối phương phải đui mắt hoặc gãy mỏ; song quý nhất trong giao đấu là loại gà biết sinh thế, bất kỳ các loại thế nào của đối phương cũng ứng tác để trừ và sinh thế khác đánh trả. Chăm sóc gà rất khó đòi hỏi sự siêng năng. Khi cho ăn cần treo lên cao để gà có thể nhón chân vì thế gà đá sẽ hay hơn. Khi cho ăn cần đãi sạch lúa, đôi khi cho ăn thêm mồi có thể là thịt bò, tép, lươn. Ngoài ra cho ăn thêm giá hoặc cà để gà mát đá đòn mạnh. Cần chọn gà có những vảy sao để có thể chống trả đòn hiểm của đối thủ: hai hàng trơn, tứ trực, song âm song dương, ám long... Ngoài ra có thể chọn những gà có vảy: gạc thập, xuyên đao, xuyên tạc, huyền trâm, hàm long, địa giáp.. vì có thể giết địch thủ rất nhanh chóng.

## Giai thoại
Đại Nam thực lục có chép việc các quan đời chúa Nguyễn Ánh mê chơi chọi gà:
Các quan văn võ là Nguyễn Văn Trương, Nguyễn Văn Thành, Lê Văn Duyệt, Nguyễn Văn Khiêm, Nguyễn Thái Nguyên, Trần Phước Tri, Lê Quang Định và bọn cai cơ, cai đội, tri bạ, tham luận thấy việc quân rỗi rãi, thường cùng nhau chơi cờ bạc [đổ bác 賭博], chọi gà [đấu kê 鬬鷄], chọi cá [đấu ngư 鬬魚], được thua kể có trăm nghìn. Vua nghe biết, xuống chỉ quở trách. Bọn Văn Trương sợ hãi xin chịu tội. Vua đặc biệt rộng tha mà răn bảo thôi.
Đại sứ John Crawfurd cũng đề cập tới vấn đề này khi ghé thăm Việt Nam năm 1822:
Người Cochin China rất mê đá gà (chọi gà). Ông Tổng trấn, chơi đá gà hai lần một tháng và mời nhiều quan chức tham dự.